# Ruffino da Frisseto
Ruffino da Frisseto (Lucca, ... – Milano, 21 luglio 1296) è stato un arcivescovo cattolico italiano.

## Biografia
L'Arcivescovo Ruffino da Frisseto sarebbe, secondo alcune fonti, nato a Lucca, secondo altre (meno attendibili) a Reims, in Francia. Secondo uno studio di Roberto Perelli Cippo, "Frisseto" sarebbe una storpiatura di Fucecchio, dove prima dell'investitura è effettivamente attestato un Ruffino eminente, costruttore di un ospitale a favore dei poveri.
Le prime notizie che ci giungono sul suo conto risalgono al 31 ottobre 1295, quando Bonifacio VIII dichiara di averlo nominato arcivescovo di Milano e di averlo quindi promosso, essendo egli già Arcidiacono di Reims.
In base al decreto Reservatio ecclesiae Mediolanenses pubblicato dallo stesso Bonifacio VIII l'11 aprile 1295, il nuovo vescovo era di nomina papale perché il pontefice non riteneva che le condizioni politiche di Milano consentissero una nomina valida da parte del capitolo della cattedrale locale.
Ruffino fu investito del titolo milanese solo per pochi mesi, perché morì prima di occupare fisicamente la cattedra, il 21 luglio del 1296, venendo sepolto in seguito a Roma.